# Samuel Heinrich Schwabe
Samuel Heinrich Schwabe, född den 25 oktober 1789 i Dessau (nu Dessau-Rosslau), död den 11 april 1875 där, var en tysk astronom och botaniker.
Schwabe var till yrket apotekare, men sålde 1829 sitt apotek för att helt kunna ägna sig åt astronomin. På sitt privatobservatorium gjorde han en mängd värdefulla observationer över solen, månen, planeterna, flera kometer med mera. Resultaten av dessa observationer meddelade han i en mängd uppsatser i facktidskrifterna. Sin största berömmelse vann han genom upptäckten av solfläckarnas period (1843).
År 1857 erhöll han Royal Astronomical Societys guldmedalj.               
År 1838 utgav han Flora Anhaltina, ett omfattande verk över växtligheten i Anhalt, hans hembygd.
Auktorsnamnet Schwabe kan användas för Samuel Heinrich Schwabe i samband med ett vetenskapligt namn inom botaniken; se Wikipediaartiklar som länkar till auktorsnamnet.